# Honda RA272
La Honda RA272 è una vettura monoposto di Formula 1 prodotta dalla Honda e utilizzata durante la stagione 1965.
La vettura, sebbene piuttosto larga e pesante, era considerata tecnologicamente avanzata. Il motore, collocato in inusuale posizione trasversale, era un 1.500 cm³ raffreddato a liquido con architettura 12 cilindri a V (60°) che forniva una potenza intorno ai 220-230 hp (160-171 kW) ed aveva un regime di rotazione massima di 12.000 giri al minuto.
La RA272, guidata da Richie Ginther, si impose nel Gran Premio del Messico dello stesso anno, prima vettura di produzione giapponese ad ottenere una vittoria in una gara di Formula 1.

## Risultati completi in Formula 1
| Anno | Vettura         | Motore       | Gomme | Piloti  |  |     |     |     |     |   |  |     |    |   |  |  |  |  |  |  |  |  | Punti | Pos. |
| ---- | --------------- | ------------ | ----- | ------- |  | --- | --- | --- | --- | - |  | --- | -- | - |  |  |  |  |  |  |  |  | ----- | ---- |
| 1965 | Honda Racing F1 | Honda RA272E | G     | Ginther |  | Rit | 6   | Rit | Rit | 6 |  | 14  | 7  | 1 |  |  |  |  |  |  |  |  | 11    | 6º   |
| 1965 | Honda Racing F1 | Honda RA272E | G     | Bucknum |  | Rit | Rit | Rit |     |   |  | Rit | 13 | 5 |  |  |  |  |  |  |  |  | 11    | 6º   |

## La RA272 nei media
La vettura compare nel film pubblicitario realizzato dalla Honda The Impossible Dream.
Uno dei kart guidati da Mario nella serie di videogiochi Mario Kart è ispirato alla RA272.